# Marcus Camby
Marcus SR. Camby, nascut el 22 de març de 1974, Hartford (Connecticut), és un exjugador de bàsquet professional estatunidenc, que disputà 17 temporades a l'NBA. Jugava a la posició de pivot, mesura 2,11 metres i pesa 106 quilos. Fou un jugador que destacà sobretot en la seva forma defensiva.